# Knut Björlingson

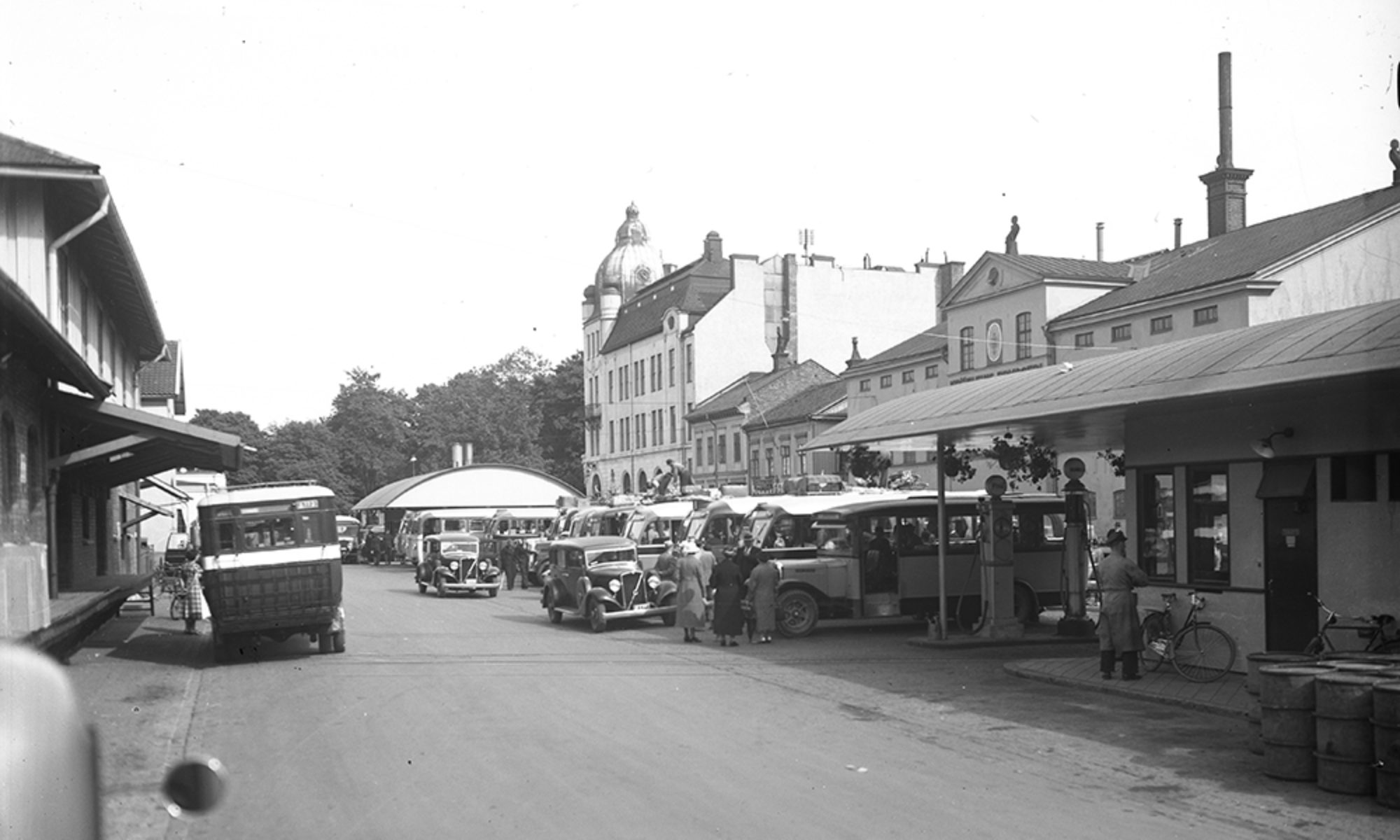
Stationsgatan utanför Jönköpings centralstation, 1930-talet

Knut Felix Björlingson, född 12 januari 1873 i Vadstena, död 9 maj 1955 i Jönköping, var en svensk postmästare och fotograf.
Knut Björlingson var son till  muraren Georg Emil Björling, som avled 1874, och Maria Lovisa Jansdotter men kom att växa upp hos fröken Hedvig Svanbeck som var föreståndarinna för Vadstena hospitals kvinnoavdelning. Efter mogenhetsexamen 1891 vid Linköpings högre allmänna läroverk fick han anställning inom Postverket som postexpeditör i Finspång 1892, 1909 förste postexpeditör och 1913 kontrollör. 1926 blev han postmästare i Landskrona och 1927–1939 var han postmästare i Jönköping. Han blev riddare av Vasaorden 1936.
Knut Björlingson kom vid sidan av sin bana som posttjänsteman att verka som fotograf. Mellan 1900 och 1950 fotograferade han såväl kulturhistoriska motiv som rena naturbilder. Detta resulterade i att hundratals bilder av honom reproducerades och såldes som vykort. Många av hans foton finns i Jönköpings läns museum, som 2006 utgav en bok om honom. Under 1920-talet gjorde han omfattande fotodokumentationer av Jönköping och Södra Vätterbygden, ibland tillsammans med A.S. Suneson från Bankeryd. Han startade 1921 firman K.F. Björlingson. Hans vykortsproduktion började sedan ta fart på allvar. År 1924 gick han och Suneson från by till by och påbörjade en etnologisk fotografering. Björlingson hade ingen bil, men cyklade gärna som den naturälskande fotograf han var. Hans vykortsserie kom att omfatta flera hundra olika motiv. Han deltog i fototävlingar och var medlem i Jönköpings fotoklubb. Efter sin pensionering 1939 ägnade Knut Björlingson hela sin tid åt sitt företag, som ändrade namn till Foto – Service – K F Björlingson, och bodde då på Klostergatan 43 i Jönköping.
Han gifte sig 1903 med postexpeditören Hertha Hellman, som avled 1958. Av deras fyra barn märks juristen Frey Björlingson.

## Bildgalleri

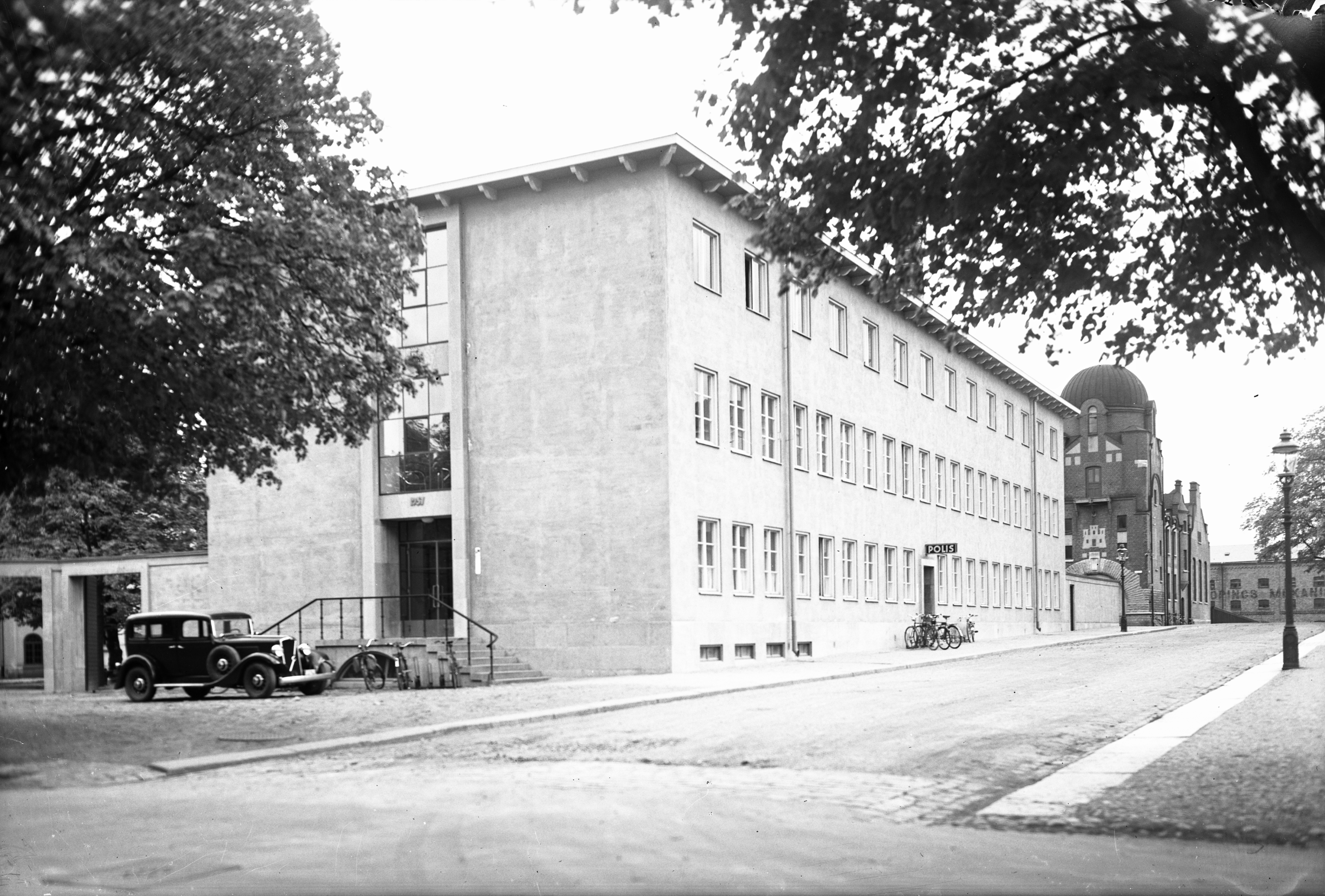
Gamla polishuset i Jönköping
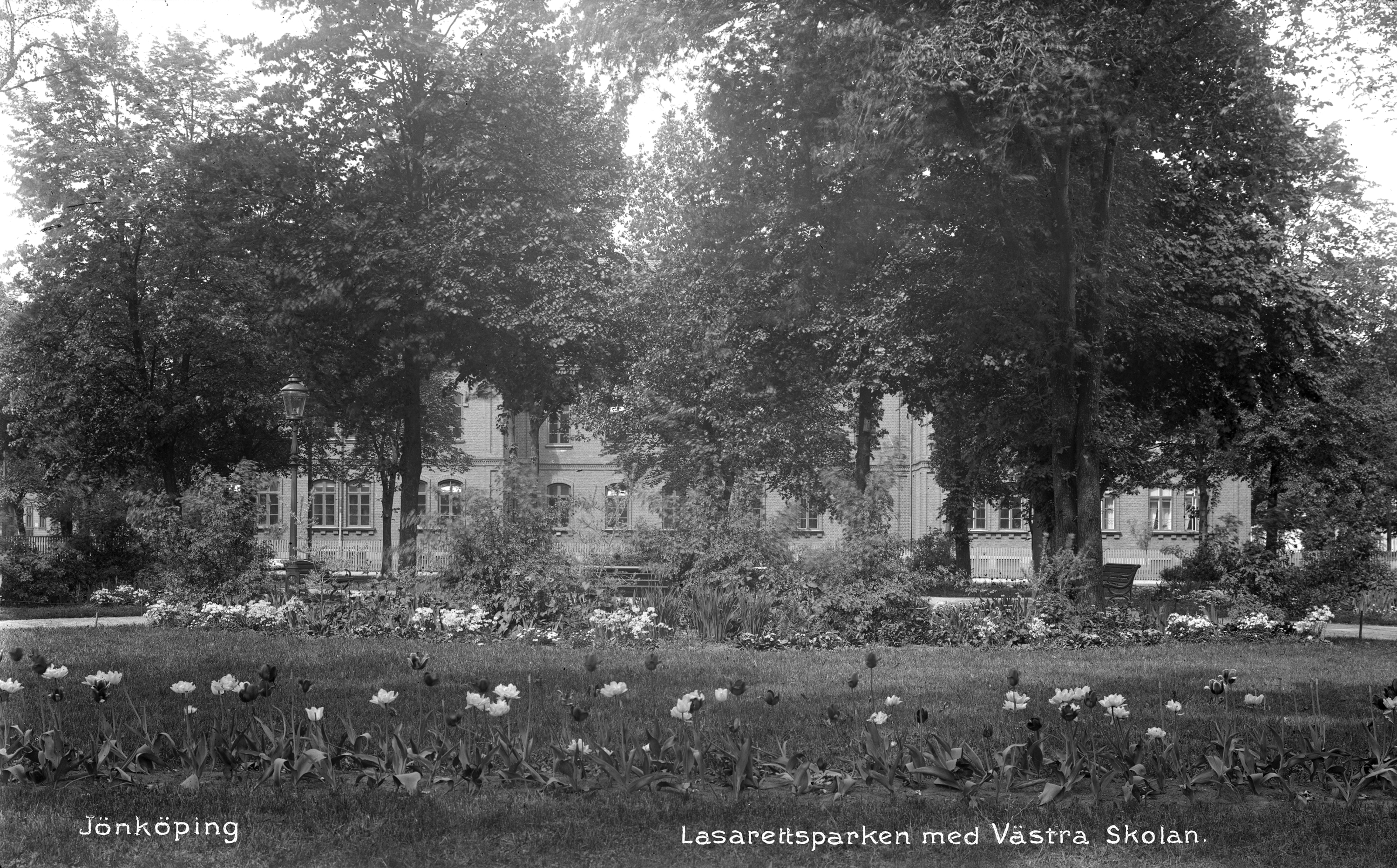
Lasarettsparken vid Sofiaskolan, Jönköping
Östra Storgatan och Norra Strandgatan sedda västerut från Undergången på 1930-talet, efter det att Norra Strandgatan dragits fram till Undergången
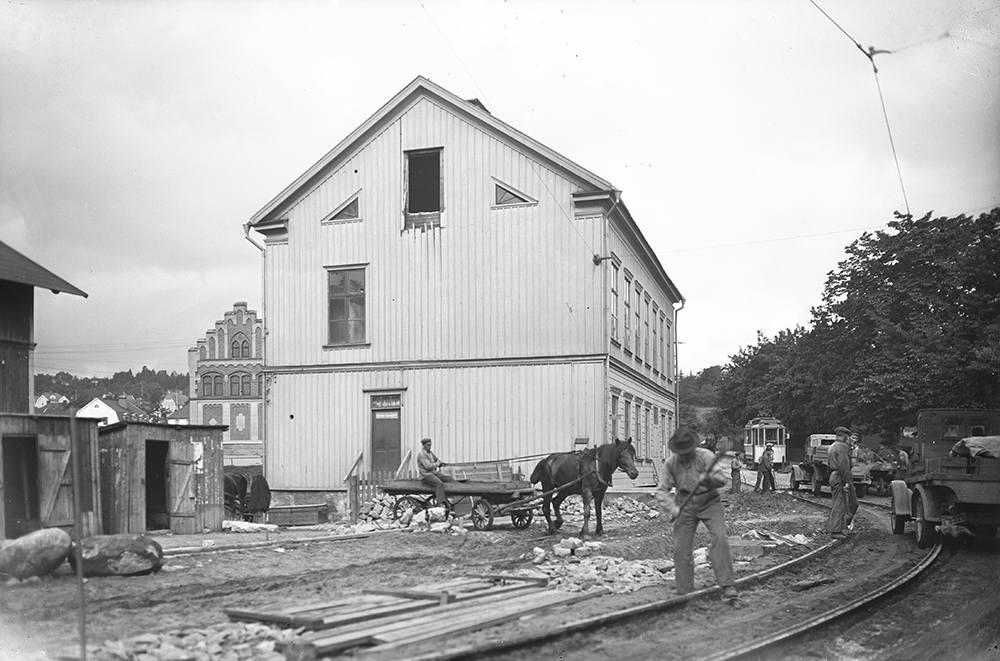
Spårvägsarbete vid Talavid i Jönköping, troligen sent 1920-tal. Vänster om träbyggnaden skymtar Norra folkskolan.
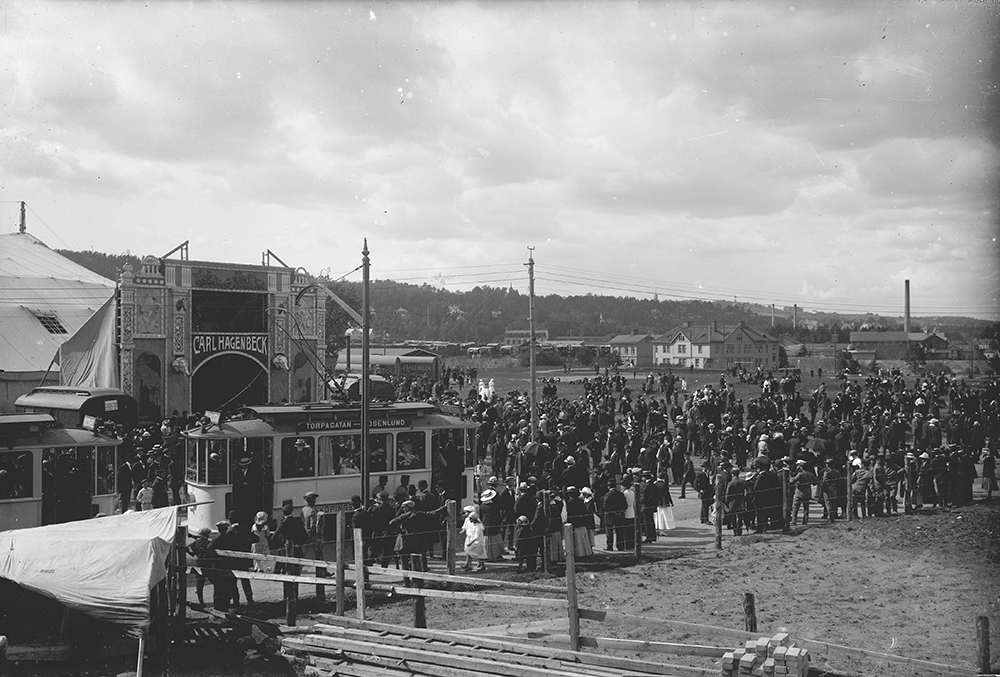
Cirkus Carl Hagenbeck på besök i Jönköping, strax öster om Södra skolan vid Klostergatan vid en spårvagn på Röda linjen, 1916. I bakgrunden på östra sidan av Friaredalen syns Junebro Spånaskfabrik och längre bort Jönköpings Westra Tändsticksfabrik.